# Deutsches Meisterschaftsrudern 1927
Das 40. Deutsche Meisterschaftsrudern wurde 1927 in Schwerin ausgetragen. Wie bereits im Vorjahr wurden Medaillen in fünf Bootsklassen vergeben.

## Medaillengewinner
| Bootsklasse            | Gold | Silber | Bronze |
| ---------------------- | --- | --- | --- |
| Einer                  | Walter Flinsch (Frankfurter RV von 1865) | Bruno Koblo (RG Wiking Berlin) | Gerhard Voigt (Berliner RG von 1884) |
| Doppelzweier           | RV Wiking Linz Viktor Flessl Leo Losert | RV Brema Bremen Adolf Voigt Heinz Nöchel | Keine weiteren Boote in der Wertung. |
| Zweier ohne Steuermann | Berliner RK Hellas Bruno Müller Kurt Moeschter | Heidelberger RK 1872 Heinrich Bender Rudolf Wild | Mainzer RV von 1878 Hanns Funk Ludwig Apel |
| Vierer ohne Steuermann | Berliner RC Heinz Schoof Gerhard Kulling Walter Meyer Arno Breitmeyer                                                                                     | Dresdner RV Werner Zschiesche Wolfgang Goedecke Günther Roll Heinrich Zänker                                                                                | Berliner RK Hellas Kurt Hielscher Bruno Müller Kurt Moeschter Albert Lange                                                                                             |
| Achter                 | Kölner RG 1891 Martin Schwingeler Jürgen Stange Hermann Wassenberg Alfred Preuß Max Horster August Berges Hans Großmann Fritz Streck Carl Braschoß (Stm.) | Berliner RC Heinz Tillmann Richard Winkler Arno Breitmeyer Gerhard Boetzelen Walter Meyer Gerhard Kulling Heinz Schoof Hans-Erich Höndorf Max Krause (Stm.) | Berliner RK Brandenburgia Walter Gleisberg Willi Bohnstedt Hans Berger Ernst Rösner Erich Scharfschwerdt Bernhard Thielicke Helmut Benz Hans Kollat Franz Steps (Stm.) |